# Ясу (река)
Ясу (яп. 野洲川 ясу-гава) — река в Японии на острове Хонсю, впадает в озеро Бива. Протекает по территории префектуры Сига.
Исток реки находится под горой Годзайсё (御在所岳), на границе префектур Сига и Миэ. Протекает через города Кока, Конан, Ясу, Ритто и Морияма и впадает в озеро Бива. Является крупнейшей из его притоков. Согласно японской классификации, Ясу является рекой первого класса. Крупнейшим притоком реки является Сома (длина — 21,6 км, площадь бассейна — 121,9 км²).
Длина реки составляет 65,3 км, на территории её бассейна (387 км²) проживает около 340 тыс. человек. Среднегодовой расход воды составляет 26,5 м³/с (Ясу), максимальный зарегистрированный — 2198,0 м³/с.
Среднегодовая норма осадков в районе реки составляет 1587 мм (Ясу). Уклон реки в низовьях составляет около 1/250. Основными породами в бассейне реки являются песчаник и гранит. На 2004 год 60,7 % бассейна реки занимали леса, 17,3 % — рисовые поля, 6,5 % застроено.
В XX веке наибольший ущерб нанесли наводнения 1913, 1953, 1958, 1959 и 1965 годов. Во время наводнения 1953 года погиб или пропал без вести 31 человек, в 1965 году погиб один человек, было затоплено около 1500 домов.